# Caterina Caselli

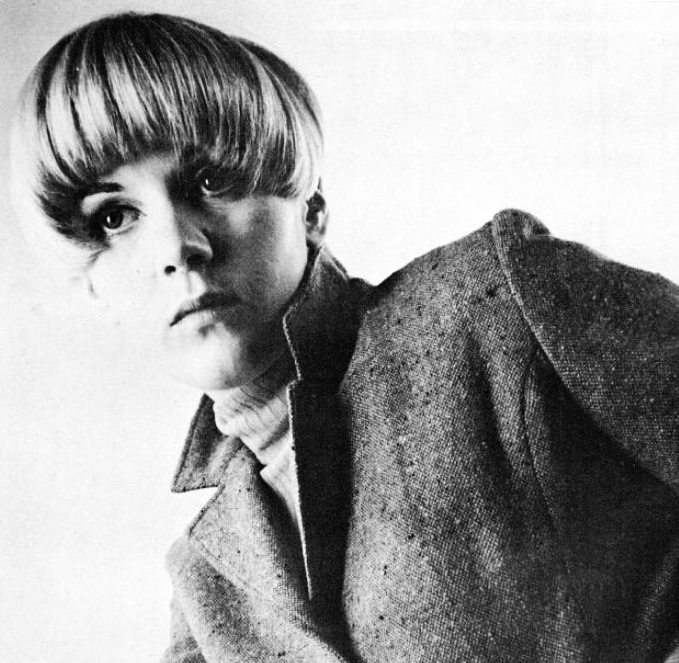
Caterina Caselli

Caterina Caselli (10 april 1946) is een Italiaanse zangeres en actrice. Caselli werd geboren in Modena, maar groeide op in Sassuolo. Ze begon haar muzikale carrière door basgitaar te spelen in lokale clubs.
In 1966 debuteerde ze in het muziekfestival van Sanremo met Nessuno mi può giudicare, een nummer dat aanvankelijk voor voor Adriano Celentano bedoeld was. Er werden meer dan één miljoen exemplaren van verkocht. In 1966 had ze ook een andere hit in Italië met Perdono. Caselli had ook succes met een Italiaanse cover van het nummer van David McWilliams "Days of Pearly Spencer", met als titel "Il volto della vita". Haar eerste album, Casco d'oro, was genoemd naar de bijnaam die de muziekpers haar gegeven had. In 1968 genoot Caselli opnieuw een groot succes met een dynamische versie van Insieme a te non ci sto più.
In 1970 huwde ze met Piero Sugar, de baas van haar muzieklabel CGD. In 1971 werd hun zoon Filippo geboren. Caselli werkte samen met haar echtgenoot en richtte in 1989 Sugar Insieme-Sugar op, het latere Sugar. Zij werd uiteindelijk voorzitter van Sugar Music, en zette haar optredens stop. Ze ontdekte artiesten als Andrea Bocelli, Elisa, Negramaro, Piccola Orchestra Avion Travel en Giuni Russo en nam met hun platen op.
In 1983 had ze in Nederland in samenwerking met Dario Baldan een notering met amico é (inno dell' amicizia) in de Tipparade van de Nederlandse Top 40, in thuisland Italië behaalde het de 5e plaats.
In 2021 werd de documentaire Caterina Caselli – Una vita, cento vite over haar leven uitgebracht.